# Генуезки залив
Генуезкият залив (на италиански: Golfo di Genova) е залив в северната част на Лигурско море, покрай бреговете на италианската област Лигурия. Дължина 40 km, ширина на входа, между нос Сан Пиетро на изток и град Албенга на запад 110 km. Максимална дълбочина 1000 – 1500 m, разположена в южната му част. Приливите са полуденонощни, с височина до 0,3 m. Бреговете му са предимно високи и стръмни, като склоновета на Легурските Апенини почти навсякъде достигат до водата. На северозапад бреговата ивица носи названието Риниера ди Поненте, а на североизток – Ривиера ди Леванте. Соленост до 36,5‰. Бреговете на залива са гъсто заселени, като най-големите селища са градовете Генуа, Савона, Албенга, Финале Лигуре, Рапало, Киавари, Сестри Леванте.